# Markus Linhart

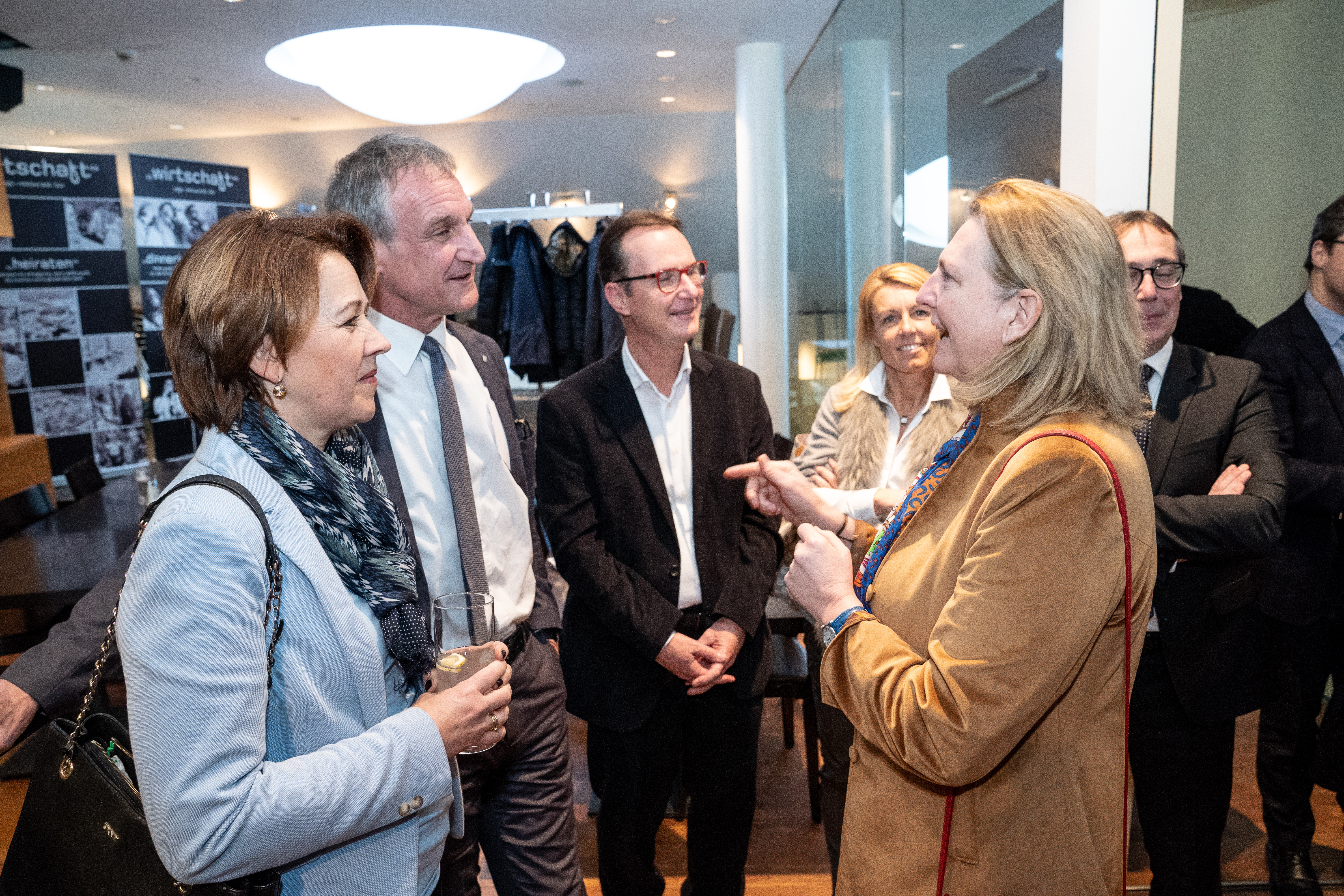
Markus Linhart (2. v. l.) im Gespräch mit der damaligen Außenministerin Karin Kneissl im Jahr 2019

Markus Linhart (* 9. Oktober 1959 in Ankara, Türkei) ist ein österreichischer Politiker (ÖVP). Er war von 1998 bis 2020 Bürgermeister der Vorarlberger Landeshauptstadt Bregenz.

## Werdegang
Als Sohn eines Diplomaten, der in der österreichischen Botschaft in der Türkei arbeitete, kam Linhart 1959 in Ankara zur Welt. Nach Besuchen der französischen Schulen in Zürich und Bagdad machte er 1977 die Matura im Privatgymnasium des Jesuitenordens „Stella Matutina“ in Feldkirch. 1977/78 absolvierte er den Präsenzdienst als Einjährig-Freiwilliger und wurde im Zuge einer Reserveoffiziersausbildung Leutnant der Reserve.
Von 1978 bis 1984 studierte Linhart an der Technischen Universität Wien Elektrotechnik und schloss sein Studium mit ausgezeichnetem Erfolg ab. Sein Studium finanzierte er unter anderem als Hilfs-Skilehrer im Montafon und Senn auf Almen im Montafon und im Bregenzerwald. Von 1985 bis 1988 war er in der Abteilung Leitungsbau der Vorarlberger Illwerke AG tätig. Von 1988 bis 1990 übernahm er dort Sonderaufgaben des Vorstandes.
1990 trat Linhart dem Österreichischen Wirtschaftsbund bei. Im selben Jahr übernahm er die Geschäftsleitung des Vereins „Technikum Vorarlberg“ (ab 1994 „Fachhochschul-Studiengänge Vorarlberg“) und führte die Bemühungen um die Etablierung der Fachhochschule Vorarlberg bis 1998.
Bei der Gemeindevertretungswahl 1995 in Bregenz wurde Markus Linhart zum Stadtrat für wirtschaftliche und regionale Angelegenheiten, Tourismus sowie Koordinierung der Wohnbautätigkeit gewählt. Er übernahm auch den Vorsitz in der Regionalplanungsgemeinschaft Bodensee sowie im Bregenzer Wirtschaftsbund. Am 12. Jänner 1998 wurde Markus Linhart als 39-Jähriger schließlich zum Bregenzer Bürgermeister gewählt und trat damit die Nachfolge von Siegfried Gasser an. Seit Jänner 2018 ist Markus Linhart mit einer über zwanzigjährigen Amtszeit noch vor Karl Tizian, der fast genau 20 Jahre lang Bürgermeister war, der am längsten regierende Bregenzer Bürgermeister. Nach 22 Jahren unterlag er in der Stichwahl seinem Kontrahenten Michael Ritsch.
Von 2002 bis 2020 war Linhart außerdem Vizepräsident des Österreichischen Städtebundes.
Nach seinem Ausstieg aus der Politik gründete Markus Linhart, gemeinsam mit zwei Unternehmern ein Unternehmen zur Immobilienentwicklung, die LEIWO home GmbH mit Sitz in Alberschwende. Linhart ist alleiniger Geschäftsführer und 33,3-Prozent-Miteigentümer.

## Privatleben
Markus Linhart hat zwei Kinder aus seiner ersten Ehe. 2008 heiratete er ein zweites Mal. Mit seiner ehemaligen Lebensgefährtin hat er einen weiteren gemeinsamen Sohn. Er ist der jüngere Bruder des früheren österreichischen Außenministers Michael Linhart (* 1958). Seit 2021 lebt er in Hittisau.
Markus Linhart ist seit 1978 Mitglied der katholischen Studentenverbindung KHV Babenberg Wien im ÖCV.

## Ehrungen und Auszeichnungen
Am 24. September 2021 wurde Markus Linhart von der Stadt Bregenz als langjähriger ehemaliger Bürgermeister zum Ehrenbürger ernannt. Im selben Jahr wurde Linhart am österreichischen Nationalfeiertag von Landeshauptmann Markus Wallner mit dem Silbernen Ehrenzeichen des Landes Vorarlberg ausgezeichnet.